# Mbinda
Mbinda è un centro abitato della Repubblica del Congo, situato nella regione di Niari.